# Schwabmünchen
Schwabmünchen település Németországban, azon belül Bajorországban. Lakosainak száma 14 926 fő (2023. december 31.).

## Népesség
A település népessége az elmúlt években az alábbi módon változott:
| Lakosok száma | 2577 | 6404 | 7983 | 10 433 | 13 321 | 13 595 | 13 837 | 14 037 | 14 553 | 14 926 |
|               | 1875 | 1950 | 1975 | 1987   | 2012   | 2014   | 2016   | 2017   | 2021   | 2023   |